# Kötter

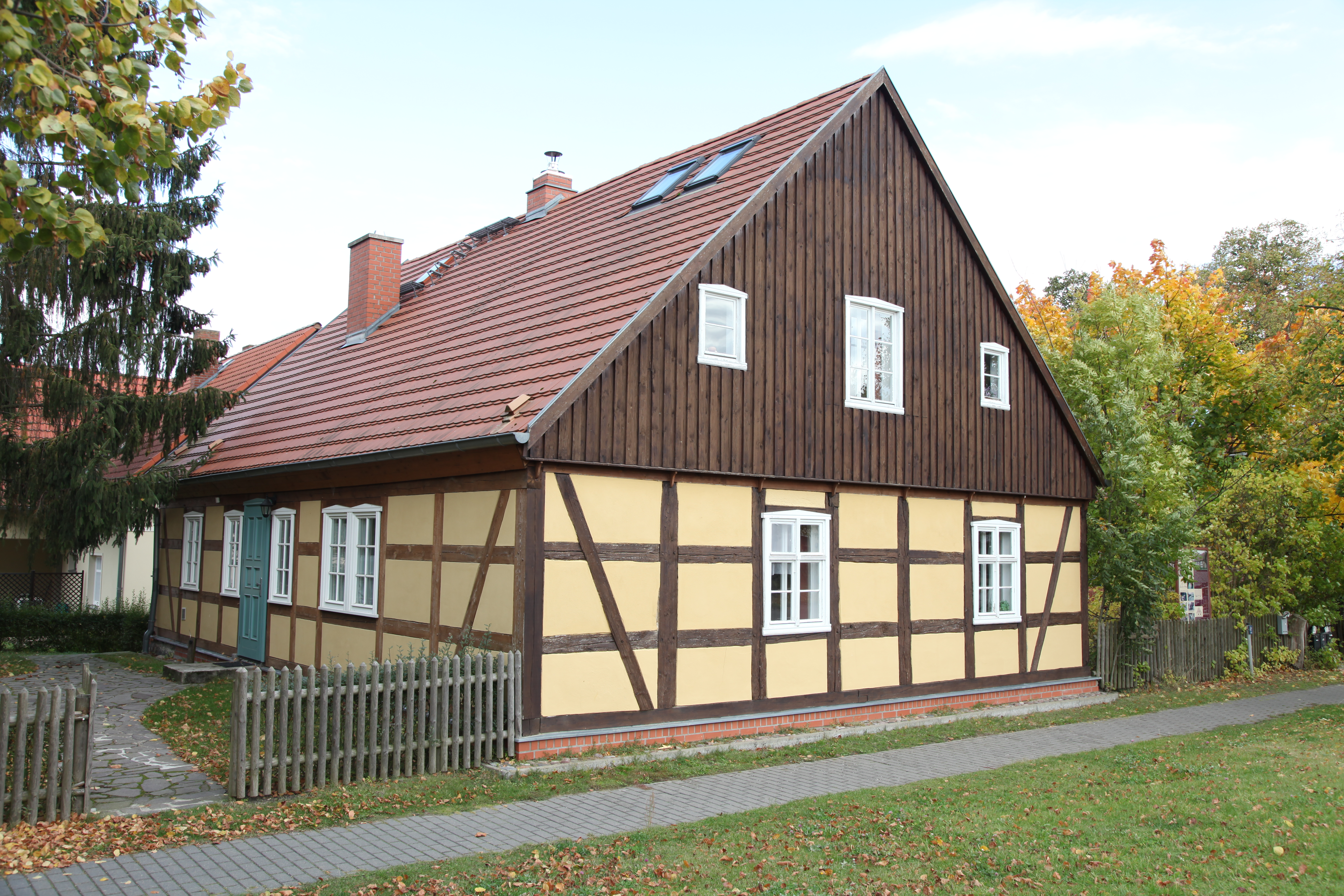
Wohnhaus (Kotten) eines Kossäten in Wuthenow

Kötter, Köter, Köthner, Kötner, Kätner oder Kotsassen, vor allem in Preußen und Mecklenburg auch  Kossat(h)en, Kossater oder Kossäten, waren Dorfbewohner, die einen Kotten (eine Kate) besaßen. Sie hatten nur geringen Landbesitz, auch keinen vollen Anteil an der Hufenflur. Kötter können in Deutschland ab dem 14. Jahrhundert belegt werden.

## Begrifflichkeit
Die Höfe der Kötter waren meist am Dorfrand angesiedelt oder von alten Höfen abgeteilt. Da der Ertrag häufig nicht für den Lebensunterhalt ausreichte, verrichteten sie meist zusätzlich handwerkliche Arbeiten oder arbeiteten als Tagelöhner auf Bauern- und Herrenhöfen. Ihr Landbesitz betrug meist eine achtel bis zu einer halben Hufe, sie besaßen wenig Vieh und nicht mehr als ein Pferd.

„Ein Kossät musste als Gegenleistung für die Überlassung eines Hauses und eines Grundstücks für eigene Bewirtschaftung an den Grundherrn nicht nur Zinsen in bar und Naturalien (z. B. Hühner, Getreide), sondern auch Hand- und Spanndienste leisten, d. h. bei der Ernte helfen usw.“

Im Regelfall besaß diese Kate einen kleinen Kohlgarten, der der Nebenerwerbslandwirtschaft diente. Die meisten Kötter hatten einen anderen Haupterwerb. Sie waren z. B. Lehrer, Handwerker, aber auch Bauern, falls der Landbesitz ausreichte. Dieses Land lag allerdings außerhalb der unter den Hufnern aufgeteilten Flur, zudem hatten Kötter meist keinen Anteil an der Allmende.
In der sozialen ländlichen Hierarchie standen sie unterhalb der Vollbauern, aber über den Büdnern, die lediglich Haus und Garten besaßen und als Handwerker arbeiteten, und über den Insten und Tagelöhnern.
Um die Mitte des 15. Jahrhunderts teilten sich, begünstigt durch das Anerbenrecht und das raschere Bevölkerungswachstum, die Kötter in Erbkötter und Markkötter. Die früheren, durch Teilung entstandenen Kötter hatten Haus und Hof stets im Dorf beziehungsweise innerhalb einer Bauerschaft, was aus Gründen der Schutz- und Nachbarschaftshilfe als unerlässlich angesehen wurde. Nun wurde irgendwo in der Mark, oft kilometerweit vom Dorf oder der nächsten Ansiedlung entfernt, kulturfähiger Boden, sei er noch so geringwertig, gerodet und in dessen Mitte ein Markkotten errichtet, der dem Markkötter zugeteilt wurde und wo er siedeln musste. Der Markkötter erhielt somit kaum noch einen Erbteil und stand in der Rangfolge unter dem Erbkötter. Im Gegensatz zu den Erben oder Altbauern erbte jedoch keiner aus diesen Gruppen den elterlichen Hof. Beide Gruppen der Kötter standen aber in der sozialen Hierarchie noch über den Heuerlingen, die meist rechtlich und wirtschaftlich noch stärker vom Vermieter des von den Heuerlingen bewohnten Heuerlingskotten abhängig waren.
Karl H. Schneider berichtet über Wehrbleck im heutigen Kreis Diepholz im 17. Jahrhundert noch einige Zeit vor der Bauernbefreiung über Differenzierungen: „Neben der Zunahme der Kleinstellen ist die innere Differenzierung der Kötner bemerkenswert, die in Fahrkötner (mit Pferdebesitz), halbe Fahrkötner, Handkötner, Dreiviertel- und Viertelhandkötner unterschieden werden.“

### Weitere
Als Aschkötter bezeichnete man die Arbeiter in einer Ringofenanlage.